# Ožďany
Ožďany jsou obec v okrese Rimavská Sobota v Banskobystrickém kraji na Slovensku. Leží ve východní části Lučenské kotliny v údolí potoka Suchá. Nachází se 11 km západně od Rimavské Soboty. Žije zde přibližně 1 600 obyvatel. Rozloha katastrálního území obce činí 37,2 km².

## Historie
První písemná zmínka o obci pochází z roku 1332. V obci se nacházel hrad, který v roku 1452 obsadili husité vedeny Janem Jiskrou z Brandýsa.

### Ožďanské lyceum
V obci se dlouhá léta nacházelo latinské lyceum. Obecně je považováno za předchůdce gymnázia v Rimavské Sobotě. Byl to typ tehdejších latinských škol. Lyceum sídlilo v Ožďanech 210 let, konkrétně v letech 1643 až 1853. Na budově obecního úřadu je umístěna pamětní tabule na počest tohoto lycea. Během jeho dlouhé činnosti lyceum hostilo několik známých osobností, ať už v roli profesorů, rektorů, kantorů, či samotných studentů; např.: Ján Francisci-Rimavský, Michal Miloslav Bakulíny, Ján Chalupka, Ján Botto, Samuel Reuss, Juraj Palkovič a další.

## Památky
- Pozdněbarokní římskokatolický kostel svatého Michala z let 1768-1774.
- Barokně-klasicistní evangelický kostel z roku 1825.
- Renesanční kaštel z první poloviny 17. století postaven na místě hradu ze 14. století